# Banksia serratuloides
Banksia serratuloides är en tvåhjärtbladig växtart. Banksia serratuloides ingår i släktet Banksia och familjen Proteaceae.

## Underarter
Arten delas in i följande underarter:
- B. s. perissa
- B. s. serratuloides